# Grzegorz (Pietrow)
Grzegorz, imię świeckie Andriej Władimirowicz Pietrow (ur. 26 grudnia 1974 w Lubimiu) – rosyjski biskup prawosławny.

## Życiorys
Wychowany w religijnej rodzinie. Po ukończeniu szkoły średniej podjął w 1992 studia na wydziale fizyki Państwowego Uniwersytetu w Jarosławiu im. Diemidowa, równocześnie był psalmistą w jednej z miejscowych cerkwi. W 1997 ukończył studia i podjął naukę w seminarium duchownym w Moskwie, ukończoną w 2004 obroną pracy o liście św. Pawła do Kolosan w biblistyce rosyjskiej. Po uzyskaniu dyplomu został skierowany do pracy w szkole duchownej w Permie. 11 lipca 2004 przyjął święcenia diakońskie, a dzień później – święcenia kapłańskie z rąk biskupa permskiego i solikamskiego Irynarcha. Zachował celibat.
Od 2004 do 2006 służył w soborze Trójcy Świętej w Permie, następnie od 2006 do 2007 był proboszczem cerkwi św. Mitrofana z Woroneża w Permie. Od 2004 przez trzy lata kierował także kancelarią eparchii permskiej. W 2007 został także prorektorem ds. naukowych szkoły duchownej w Permie. Był delegatem na Sobór Lokalny Rosyjskiego Kościoła Prawosławnego w 2009.
3 maja 2009 złożył wieczyste śluby mnisze, przyjmując imię zakonne Grzegorz na cześć św. Grzegorza Palamasa. W roku następnym został zwolniony ze służby w eparchii permskiej, by rozpocząć działalność duszpasterską w Oddziale Synodalnym ds. posługi w więzieniach, w którym w tym samym roku został wiceprzewodniczącym. W roku następnym został zwolniony z tej funkcji i oddany do dyspozycji patriarchy moskiewskiego i całej Rusi, który w grudniu 2011 mianował go asystentem kierownika Sekretariatu Administracyjnego patriarchatu. W 2012 patriarcha skierował go również do służby duszpasterskiej w cerkwi Trójcy Świętej na terenie metochionu patriarszego w Moskwie–Ostankinie.
Na posiedzeniu Świętego Synodu w dniach 25–26 grudnia 2013 otrzymał nominację na biskupa troickiego i jużnouralskiego. W związku z tym 9 stycznia roku następnego otrzymał godność archimandryty. Jego chirotonia biskupia odbyła się 16 marca 2014 w cerkwi Narodzenia Matki Bożej w Moskwie (w rejonie Kryłatskoje). W końcu 2018 r. został przeniesiony na katedrę czelabińską. 3 stycznia 2019 r. podniesiony do godności metropolity. W 2021 r. przeniesiony na katedrę jekaterinodarską.
W 2023 r. Święty Synod mianował go pierwszym wikariuszem patriarchy moskiewskiego i całej Rusi oraz kanclerzem Patriarchatu Moskiewskiego, z tytułem metropolity woskriesieńskiego.